# Holky za mřížemi
Holky za mřížemi (v anglickém originále Orange Is the New Black; někdy uváděno jako OITNB) je americký dramatický seriál vytvořený Jenji Kohanovou a poprvé vydaný na síti Netflix dne 11. července 2013.
Seriál je založený na knize od Piper Kermanové, kde popisuje své zážitky ze ženské věznice. Druhá série měla premiéru 6. června 2014 a třetí 12. června 2015. Dne 15. dubna 2016 byl seriál obnoven, byla odvysílána čtvrtá série, která měla premiéru dne 17. června 2016. Dne 2. února 2017 bylo oznámeno, že seriál získal pátou, šestou a sedmou řadu. Pátá řada měla premiéru 9. června 2017. Dne 27. července 2017 byla na Netflixu zveřejněna šestá řada seriálu. Sedmá, a také poslední řada seriálu, vyšla 26. července 2019.

## Příběh
Seriál sleduje život Piper Chapman (Taylor Schilling), bisexuální ženy žijící v New Yorku, která byla odsouzena na patnáct měsíců do ženského federálního vězení za transport peněz za drogy k její bývalé přítelkyni Alex Vause (Laura Prepon), která je mezinárodním prodejcem drog. Ve vězení se s Alex opět setkává a společně se musí vypořádat s jejich vztahem a zároveň i s celým prostředím ženské věznice v Litchfieldu.
Seriál často ukazuje flashbacky významných událostí ze života různých postav. Tyto flashbacky většinou vysvětlují, jak se postavy do vězení dostaly anebo jinak doplňují příběh.

## Obsazení

### Hlavní role

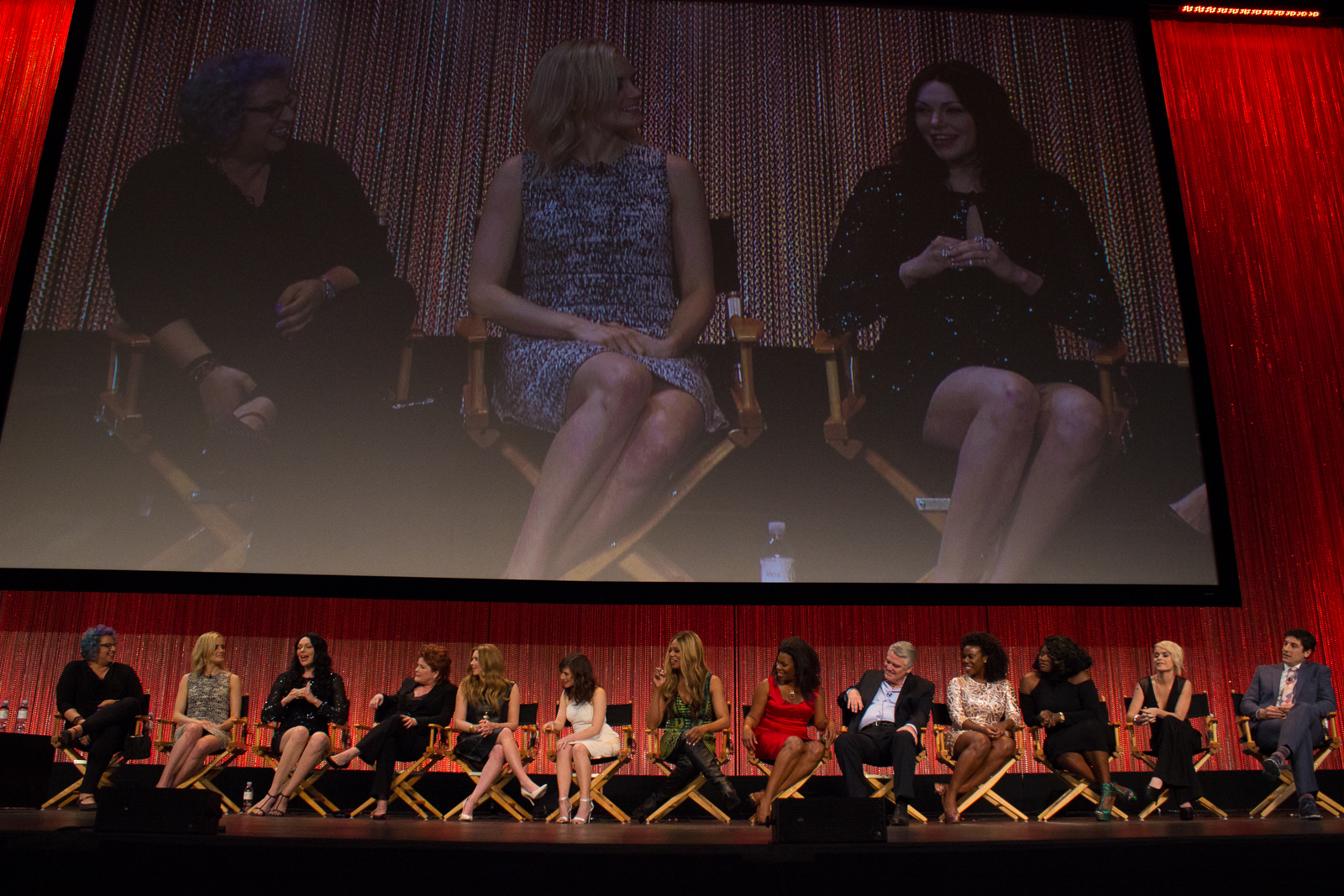
Obsazení seriálu na Paley Festu

| Taylor Schilling  | Piper Chapman                 |
| Laura Prepon      | Alex Vause                    |
| Michael J. Harney | Sam Healy                     |
| Kate Mulgrew      | Galina „Red“ Reznikov         |
| Jason Biggs       | Larry Bloom                   |
| Uzo Aduba         | Suzanne „Crazy Eyes“ Warren   |
| Danielle Brooks   | Tasha „Taystee“ Jefferson     |
| Natasha Lyonne    | Nicky Nichols                 |
| Taryn Manning     | Tiffany „Pennsatucky“ Doggett |
| Selenis Leyva     | Gloria Mendoza                |
| Adrienne C. Moore | Cindy „Black Cindy“ Hayes     |
| Dascha Polanco    | Dayanara „Daya“ Diaz          |
| Nick Sandow       | Joe Caputo                    |
| Yael Stone        | Lorna Morello                 |
| Samira Wiley      | Poussey Washington            |
| Michelle Hurst    | Claudette Pelege              |

### Vedlejší role
| Dale Soules         | Frieda Berlin              |
| Jessica Pimentel    | Maria Ruiz                 |
| Laura Gómez         | Blanca Flores              |
| Matt Peters         | Joel Luschek               |
| Laverne Cox         | Sophia Burset              |
| Jackie Cruz         | Marisol „Flaca“ Gonzales   |
| Lea DeLaria         | Carrie „Big Boo“ Black     |
| Beth Fowler         | sestra Jane Ingalls        |
| Annie Golden        | Norma Romano               |
| Diane Guerrero      | Maritza Ramos              |
| Emma Myles          | Leanne Taylor              |
| Elizabeth Rodriguez | Aleida Diaz                |
| Matt McGorry        | John Bennett               |
| Alysia Reiner       | Natalie „Fig“ Figueroa     |
| Pablo Schreiber     | George „Pornstache“ Mendez |
| Maria Dizzia        | Polly Harper               |
| Lauren Lapkus       | Susan Fischer              |
| Barbara Rosenblat   | Rosa Cisneros              |
| Lorraine Toussaint  | Yvonne „Vee“ Parker        |
| Ruby Rose           | Stella Carlin              |
| Brad William Henke  | Desi Piscatella            |
| Jolene Purdy        | Stephanie Hapakuka         |
| Mike Birbiglia      | Danny Pearson              |
| Blair Brown         | Judy King                  |
| Beth Dover          | Linda Ferguson             |
| Hunter Emery        | Rick Hopper                |
| Amanda Fuller       | Madison „Badison“ Murphy   |
| Vicci Martinez      | Dominga „Daddy“ Duarte     |
| Mackenzie Phillips  | Barbara „Barb“ Denning     |
| Henny Russell       | Carol Denning              |
| Emily Tarver        | Artesian McCullough        |
| Susan Heyward       | Tamika Ward                |
| Berto Colon         | Cesar Velazquez            |
| Miguel Izaguirre    | Diablo                     |
| Josh Segarra        | Stefanovic                 |
| Greg Vrotsos        | Hellman                    |
| Nicholas Webber     | Alvarez                    |

## Vysílání
| Řada | Díly | Premiéra na Netflixu | Premiéra na Primě Cool | Premiéra na Primě Cool |
| Řada | Díly | Premiéra na Netflixu | První díl              | Poslední díl           |
| ---- | ---- | -------------------- | ---------------------- | ---------------------- |
| 1    | 13   | 11. července 2013    | 19. července 2020      | 7. října 2020          |
| 2    | 13   | 6. června 2014       | 14. října 2020         | 13. ledna 2021         |
| 3    | 13   | 11. června 2015      | 2. října 2021          | 15. října 2021         |
| 4    | 13   | 17. června 2016      | bude oznámeno          | bude oznámeno          |
| 5    | 13   | 9. června 2017       | bude oznámeno          | bude oznámeno          |
| 6    | 13   | 27. července 2018    | bude oznámeno          | bude oznámeno          |
| 7    | 13   | 26. července 2019    | bude oznámeno          | bude oznámeno          |

## Produkce
V července 2011 bylo oznámeno, že společnosti Netflix a Lionsgate Television přidávají seriál Holky za mřížemi, založený na pamětech Piper Kerman, k originálním Netflix seriálům. Obsazování rolí začalo v srpnu 2012 a Taylor Schilling byla první obsazenou do hlavní role, následoval Jason Biggs. Herečky Laura Prepon a Yael Stone se jako další připojily k obsazení, společně s Laverne Cox. Seriál se odehrává ve fiktivním vězení v Litchfieldu v New Yorku. Litchfield je reálné město, ale nemá federální věznici. Natáčet se začalo ve starém dětském psychiatrickém centru v Rockland Country dne 7. března 2013.

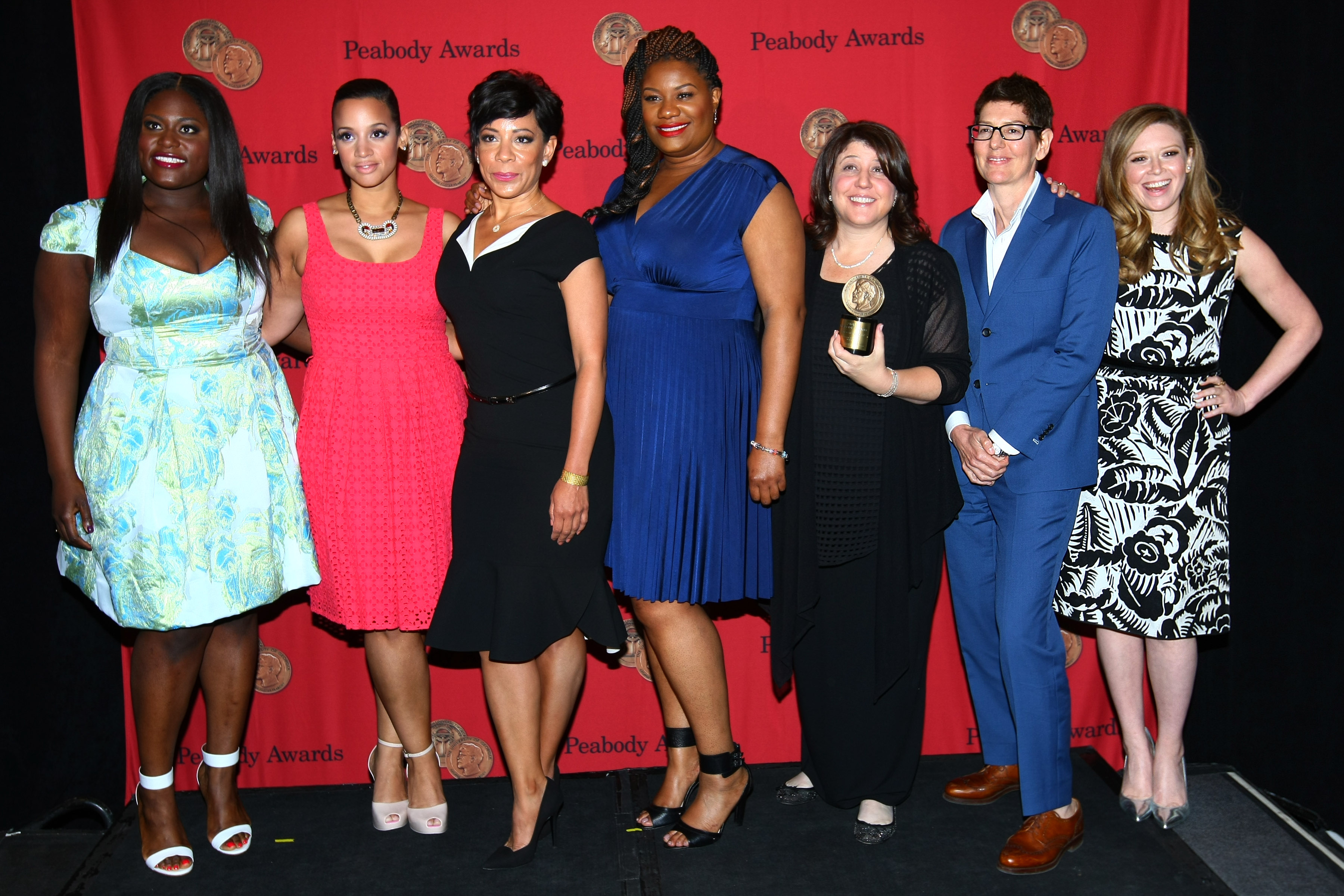
Obsazení seriálu na Peabody Award v květnu 2014

Dne 27. června 2013 společnost Netflix prodloužila produkci seriálu na druhou sérii, ve které byly herečky Uzo Aduba, Taryn Manning, Danielle Brooks a Natasha Lyonne povýšeny z vedlejších rolí na hlavní. Laura Prepon se kvůli nedostatku času neobjevila v hlavní roli, ve druhé sérii pouze hostovala, ovšem v 3. sérii se zase vrátila mezi hlavní postavy. V květnu 2014 Prepon oznámila, že seriál byl prodloužen na třetí sérii. Pro třetí sérii bylo opět několik herců povýšeno mezi hlavní postavy seriálu, patřili mezi ně Selenis Leyva, Adrienne C. Moore, Dascha Polanco, Nick Sandow, Yael Stone a Samira Wiley. Herci Jason Biggs a Pablo Schreiber potvrdili, že se ve třetí sérii neobjeví. Dne 15. dubna 2015, dva měsíce před premiérou třetí řady, bylo odhaleno, že seriál byl prodloužen na čtvrtou sérii. Pro čtvrtou sezónu mezi hlavní herce přibyly Jackie Cruz a Lea DeLaria.

### Mezinárodní distribuce
Seriál se začal vysílat na televizní stanici TV2 na Novém Zélandu 19. srpna 2013 a v Austrálii 9. října 2013 na stanici Showcase.

## Kritika
Seriál obdržel za svojí první sérii od Metacritic 79 bodů ze 100 a na stránce Rotten Tomatoes získal skóre 93 %.
Druhá série získala na Rotten Tomatoes 97 % a na Metacritics obdržela 89 bodů ze 100.

## Ocenění a nominace
| Rok  | Ocenění                                     | Kategorie                                                                  | Titul                                                                                                 | Výsledek  |
| ---- | ------------------------------------------- | -------------------------------------------------------------------------- | --- | --------- |
| 2014 | Critics' Choice Television Awards           | Nejlepší komediální seriál                                                 | Holky za mřížemi                                                                                      | vítězství |
| 2014 | Critics' Choice Television Awards           | Nejlepší herečka ve vedlejší roli v komediálním seriálu                    | Laverne Cox                                                                                           | nominace  |
| 2014 | Critics' Choice Television Awards           | Nejlepší herečka ve vedlejší roli v komediálním seriálu                    | Kate Mulgrew                                                                                          | vítězství |
| 2014 | Critics' Choice Television Awards           | Nejlepší host v komediálním seriálu                                        | Uzo Aduba                                                                                             | vítězství |
| 2014 | Zlatý Glóbus                                | Nejlepší herečka v televizním seriálu – drama                              | Taylor Schilling                                                                                      | nominace  |
| 2014 | Mediální cena GLAAD                         | Nejlepší komediální seriál                                                 | Holky za mřížemi                                                                                      | vítězství |
| 2014 | Cena Grammy                                 | Nejlepší píseň napsaná pro vizuální média                                  | Regina Spektor – „You've Got Time“                                                                    | nominace  |
| 2014 | Cena Emmy                                   | Nejlepší komediální seriál                                                 | Holky za mřížemi                                                                                      | nominace  |
| 2014 | Cena Emmy                                   | Nejlepší herečka v komediálním seriálu                                     | Taylor Schilling (Epizoda: „The Chickening“)                                                          | nominace  |
| 2014 | Cena Emmy                                   | Nejlepší herečka ve vedlejší roli v komediálním seriálu                    | Kate Mulgrew (Epizoda: „Tit Punch“)                                                                   | nominace  |
| 2014 | Cena Emmy                                   | Nejlepší hostující herečka v komediálním seriálu                           | Uzo Aduba (Epizoda: „Lesbian Request Denied“)                                                         | vítězství |
| 2014 | Cena Emmy                                   | Nejlepší hostující herečka v komediálním seriálu                           | Laverne Cox (Epizoda: „esbian Request Denied“                                                         | nominace  |
| 2014 | Cena Emmy                                   | Nejlepší hostující herečka v komediálním seriálu                           | Natasha Lyonne (Epizoda: „WAC Pack“)                                                                  | nominace  |
| 2014 | Cena Emmy                                   | Nejlepší režie komediálního seriálu                                        | Jodie Foster (Epizoda: „Lesbian Request Denied“)                                                      | nominace  |
| 2014 | Cena Emmy                                   | Nejlepší scénář pro komediální seriál                                      | Liz Friedman a Jenji Kohen (Epizoda: „I Wasn't Ready“)                                                | nominace  |
| 2014 | Cena Emmy                                   | Nejlepší casting komediálního seriálu                                      | Jennifer Euston                                                                                       | vítězství |
| 2014 | Cena Emmy                                   | Nejlepší single-camera a střih komediálního seriálu                        | William Turro (Epizoda: „Tit Punch“)                                                                  | vítězství |
| 2014 | Cena Emmy                                   | Nejlepší single-camera a střih komediálního seriálu                        | Shannon Mitchell (Epizoda: „Tall Men With Feelings“)                                                  | nominace  |
| 2014 | Cena Emmy                                   | Nejlepší single-camera a střih komediálního seriálu                        | Michael S. Stern (Epizoda: „Can't Fix Crazy“)                                                         | nominace  |
| 2014 | People's Choice Awards                      | Nejlepší streamingový seriál                                               | Holky za mřížemi                                                                                      | vítězství |
| 2014 | Satellite Award                             | Nejlepší televizní seriál – muzikál nebo komedie                           | Holky za mřížemi                                                                                      | vítězství |
| 2014 | Satellite Award                             | Nejlepší obsazení – televizní seriál                                       | Holky za mřížemi                                                                                      | vítězství |
| 2014 | Satellite Award                             | Nejlepší herečka v televizním seriálu – muzikál nebo komedie               | Taylor Schilling                                                                                      | vítězství |
| 2014 | Satellite Award                             | Nejlepší herečka ve vedlejší roli – seriál, minisérie nebo TV film         | Laura Prepon                                                                                          | vítězství |
| 2014 | Satellite Award                             | Nejlepší herečka ve vedlejší roli – seriál, minisérie nebo TV film         | Uzo Aduba                                                                                             | nominace  |
| 2014 | TCA Awards                                  | Pořad roku                                                                 | Holky za mřížemi                                                                                      | nominace  |
| 2014 | TCA Awards                                  | Nejlepší nový pořad                                                        | Holky za mřížemi                                                                                      | vítězství |
| 2014 | Writers Guild of America Awards             | Nejlepší komediální seriál                                                 | Holky za mřížemi                                                                                      | nominace  |
| 2014 | Writers Guild of America Awards             | Nejlepší nový seriál                                                       | Holky za mřížemi                                                                                      | nominace  |
| 2014 | Writers Guild of America Awards             | Nejlepší komediální epizoda                                                | Liz Friedman a Jenji Kohan (Epizoda: „I Wasn't Ready“)                                                | nominace  |
| 2014 | Writers Guild of America Awards             | Nejlepší komediální epizoda                                                | Sian Heder (Epizoda: „Lesbian Request Denied“)                                                        | nominace  |
| 2014 | Young Hollywood Awards                      | Nejlepší chemie v obsazení – TV seriál                                     | Holky za mřížemi                                                                                      | nominace  |
| 2014 | Young Hollywood Awards                      | Nejlepší seriál ke zhlédnutí vcelku                                        | Holky za mřížemi                                                                                      | vítězství |
| 2014 | Young Hollywood Awards                      | Průlomová herečka                                                          | Danielle Brooks                                                                                       | vítězství |
| 2014 | Young Hollywood Awards                      | Milujeme, až nenávidíme                                                    | Pablo Schreiber                                                                                       | vítězství |
| 2015 | People's Choice Awards                      | Nejlepší televizní komedie a drama                                         | Nejlepší televizní komedie a drama                                                                    | vítězství |
| 2015 | Zlatý glóbus                                | Nejlepší televizní seriál – hudební nebo komedie                           | Nejlepší televizní seriál – hudební nebo komedie                                                      | nominace  |
| 2015 | Zlatý glóbus                                | Nejlepší herečka v hudebním seriálu nebo komedii                           | Taylor Schilling                                                                                      | nominace  |
| 2015 | Zlatý glóbus                                | Nejlepší herečka ve vedlejší roli v hudebním seriálu nebo komedii          | Uzo Aduba                                                                                             | nominace  |
| 2015 | Satellite Awards                            | Nejlepší hudební nebo komediální seriál                                    | Nejlepší hudební nebo komediální seriál                                                               | nominace  |
| 2015 | Satellite Awards                            | Nejlepší herečka v hudebním nebo komediálním seriálu                       | Taylor Schilling                                                                                      | nominace  |
| 2015 | Producers Guild of America Awards           | Nejlepší komediální epizoda                                                | Mark A. Burley, Sara Hess, Jenji Kohan, Gary Lennon, Neri Tannenbaum, Michael Trim, Lisa I. Vinnecour | vítězství |
| 2015 | Cena Sdružení filmových a televizních herců | Nejlepší obsazení komediálního seriálu                                     | Nejlepší obsazení komediálního seriálu                                                                | vítězství |
| 2015 | Cena Sdružení filmových a televizních herců | Nejlepší herečka v komediálním seriálu                                     | Uzo Aduba                                                                                             | vítězství |
| 2015 | Writers Guild of America Awards             | Nejlepší komediální seriál                                                 | Nejlepší komediální seriál                                                                            | nominace  |
| 2015 | Writers Guild of America Awards             | Nejlepší komediální epizoda                                                | Nick Jones (Episode: „Low Self Esteem City“)                                                          | nominace  |
| 2015 | NAACP Image Awards                          | Nejlepší komediální seriál                                                 | Nejlepší komediální seriál                                                                            | nominace  |
| 2015 | NAACP Image Awards                          | Nejlepší herečka v komediálním seriálu                                     | Uzo Aduba                                                                                             | nominace  |
| 2015 | NAACP Image Awards                          | Nejlepší herečka ve vedlejší roli v komediálním seriálu                    | Adrienne C. Moore                                                                                     | nominace  |
| 2015 | NAACP Image Awards                          | Nejlepší herečka ve vedlejší roli v komediálním seriálu                    | Laverne Cox                                                                                           | nominace  |
| 2015 | NAACP Image Awards                          | Nejlepší herečka ve vedlejší roli v komediálním seriálu                    | Lorraine Toussaint                                                                                    | nominace  |
| 2015 | NAACP Image Awards                          | Nejlepší scénář komediálního pořadu                                        | Sara Hess                                                                                             | vítězství |
| 2015 | BAFTA Awards                                | Nejlepší mezinárodní pořad                                                 | Jenji Kohan, Lisa I. Vinnecour, Sara Hess, Sian Heder                                                 | nominace  |
| 2015 | Critics' Choice Television Awards           | Nejlepší dramatický seriál                                                 | | nominace  |
| 2015 | Critics' Choice Television Awards           | Nejlepší herečka ve vedlejší roli v dramatickém seriálu                    | Lorraine Toussaint                                                                                    | vítězství |
| 2016 | American Cinema Editors Award               | Nejlepší střih pro televizní film či minisérii                             | William Turro za epizodu „Trust No Bitch“                                                             | vítězství |
| 2016 | Cena Emmy                                   | Nejlepší casting pro dramatický seriál                                     | Jennifer Euston                                                                                       | nominace  |
| 2016 | Zlatý glóbus                                | Nejlepší seriál – muzikál či komedie                                       | Holky za mřížemi                                                                                      | nominace  |
| 2016 | Zlatý glóbus                                | Nejlepší herečka ve vedlejší roli v seriálu, televizním filmu či minisérii | Uzo Aduba                                                                                             | nominace  |
| 2016 | People's Choice Awards                      | Nejlepší internetový seriál                                                | Holky za mřížemi                                                                                      | vítězství |
| 2016 | Satellite Award                             | Nejlepší herečka v televizním seriálu – muzikál či komedie                 | Taylor Schilling                                                                                      | vítězství |
| 2016 | Cena Sdružení filmových a televizních herců | Nejlepší obsazení komediálního seriálu                                     | Holky za mřížemi                                                                                      | vítězství |
| 2016 | Cena Sdružení filmových a televizních herců | Nejlepší herečka v komediálním seriálu                                     | Uzo Aduba                                                                                             | vítězství |